# Villa Tassigny
La villa Tassigny est un hôtel particulier de Reims situé 25  
 Boulevard Pasteur à Reims.

## Histoire
Attestée dès 1878, cette demeure est construite sur le « tout neuf boulevard Gerbert » par l’industriel Jean-Marie Philippot-Mélin.
Elle est acquise en 1910 par Léon d’Anglemont de Tassigny, négociant en champagne. 
Partiellement préservée après 1914-1918, il la transforme et ajoute deux extensions. 
Cédée à l’État en 1953, elle accueille la résidence privée du colonel de la « B.A. 112 » ainsi que le centre de recrutement de l’Armée de l’Air. 
Reims Métropole s’en est porté acquéreur en février 2014 dans le cadre des cessions liées à la désaffectation de la Base Aérienne 112.
En 2018, la Coopérative régionale des vins de Champagne (Champagne Castelnau) fait l’acquisition de la Villa Tassigny afin de la restaurer et d’y présenter des événements prestigieux dans un lieu rebaptisé Villa Castelnau après un chantier de deux ans, estimé à 3,5 millions d’euros. 
En juin 2019, l’architecte qui est chargé de ce chantier est Jean-Philippe Thomas et le montant des travaux est alors estimé à 5 millions d’euros et durera environ 2 ans.

## Description
L’accès à la villa Tassigny se fait depuis l’accès principale situé  25 boulevard Pasteur et par une 
Cour pavée.
La villa à une surface de 665 m2 répartie sur trois étages.
Elle est située sur un terrain avec un jardin arboré d’une surface de 3942 m2.